# Диакомихалис, Янни
Джон Майкл «Янни» Диакомихалис (англ. John Michael «Yianni» Diakomihalis; 11 апреля 1999, Рочестер, Нью-Йорк, США) — американский борец вольного стиля, призёр чемпионата мира, обладатель Кубка мира в команде, победитель Панамериканских чемпионатов.

## Спортивная карьера
29 августа 2015 года в Сараево, одолев в финале Джинтаро Мотояму из Японии, стал победителем Первенства мира среди юношей. 18 сентября 2016 года в Тбилиси на Первенстве мира среди юношей, победив в финале Стефана Тону из Молдавии, во второй раз подряд одержал победу на этом турнире. В начале мая 2019 года принял участие на борцовском шоу «Битва на улице» в Нью-Йорке, в котором взял верх над Баджрангом Пуния из Индии. 9 июня 2024 года в американском городе Ратгерс на отборочном турнире Final X в решающем поединке за право выступить на чемпионате мира в Нур-Султане, при спорном судействе уступил Зеину Ризерфорду. 13 июля 2019 года в Стамбуле стал победителем Международного турнира Яшар Догу, его соперник по финалу Али Хаджи Мухаммад из Бахрейна не вышел на финальную схватку из-за травмы. 4 августа 2019 года в Варшаве одержал победу на Мемориале  Вацлава Циолковского, где в финала одолел Гора Оганесяна из Украины. В середине сентября 2019 года, поданный протест Янни Диакомихалисом на результат отборочных схваток в турнире Final X за право участия на чемпионате мира был удовлетворен, и он вновь встретится с Зейном Ретерфордом. 2 сентября 2019 года победой Зейна Ретерфорда завершился затянувшийся из-за судейской ошибки спор за место в сборной США в весовой категории до 65 кг на чемпионате мира. В декабре 2019 года в городе Форт-Уэрте штата Техас на предварительном квалификационном турнире за право выступить в составе сборной США на Олимпийских играх в Токио в полуфинале проиграл Джордану Оливеру, а на схватку против Ника Ли не вышел, заняв итоговое 4 место. В начале марта 2020 года в Оттаве, одержав в финале победу над Маурисио Санчесом из Эквадора, стал победителем Панамериканского чемпионата. 17 сентября 2020 года в Хобоконе в пригороде Нью-Йорка на третьем борцовском шоу с начала объявления карантина в США он встретился с Владимиром Хинчегашвили из Грузии, схватка завершилась со счётом 4:4, однако, по качеству технических действий Диакомихалис проиграл. В начале декабря 2020 года в в городе Цинциннати штата Огайо, в составе команды Spartan Combat, стал победителем командного турнира. 16 января 2021 года в Ницце, одержав в финале победу над соотечественником Джеймсом Грином, победил на Гран-при Франции памяти Анри Деглана. В начале апреля 2021 года в Форт-Уэрте в отборочном турнире за места в олимпийскую сборную США в первой схватке победил Фрэнка Молинаро, а затем в полуфинале уступил Джордану Оливеру. 13 сентября 2021 года в Линкольне в штате Небраска, одолев в финале Джозефа Маккенну, одержал победу на внутриамериканском отборочном турнире к чемпионату мира в Осло. 3 октября 2021 года на чемпионате мира в Осло в 1/16 финала победил Колину Реалбуто из Италии, а в 1/8 проиграл Вазгену Теваняну из Армении и покинул турнир, заняв итоговое 12 место. 12 февраля 2022 года в городе Арлингтон штата Техас принимал участие в товарищеской матчевой встрече против Ирана, в котором боролся против Рахмана Амузада. 19 марта 2022 года в Детройте стал трёхкратным победителем Национальной ассоциации студенческого спорта (NCAА). 8 июня 2022 года в Нью-Йорке, одолев в финале Эвана Хендерсона в турнире Final X, завоевал право выступить на чемпионате мира в Белграде. 17 июля 2022 года в Тунисе, потерпев поражение от индуса Сюджета Сюджета, занял второе место на рейтинговом турнире. 18 сентября 2022 года в Белграде, уступив в финале Рахману Амузаду, стал серебряным призёром чемпионата мира. 11 декабря 2022 года в американском городе Коралвилл штата Айова, стал обладателем Кубка мира в команде. 6 мая 2023 года в Буэнос-Айресе, одолев в финале кубинца Алехандро Вальдеса стал двукратным победителем Панамериканского чемпионата.

## Личная жизнь
Диакомихалис учился в средней школе Хилтон в Хилтоне, штат Нью-Йорк. В 2014 году, будучи студентом второго курса средней школы, Диакомихалис поступил в Корнеллский университет.

## Достижения
- Панамериканский чемпионат по борьбе 2020 — ;
- Чемпионат мира по борьбе 2022 — ;
- Кубок мира по вольной борьбе 2022 (команда) — ;
- Панамериканский чемпионат по борьбе 2023 — ;